# Bon Air West Development
Bon Air West Development es una localidad de Trinidad y Tobago, que forma parte de la región de Tunapuna-Piarco.

## Toponimia
La localidad también es conocida por el nombre de Bon Air West.

## Geografía
La localidad abarca parte de la isla Trinidad y limita al norte, sur y este con Arouca y al oeste con Five Rivers.

## Demografía
Datos demográficos de la localidad de Bon Air West Development:
| Gráfica de evolución demográfica de Bon Air West Development entre 2000 y 2011 |
|                                                                                |